# El Matmar (distrito)
El Matmar é um distrito localizado na província de Relizane, Argélia, e cuja capital é a cidade de mesmo nome. A população total do distrito era de 45 590 habitantes, em 2008.[carece de fontes?]

## Comunas
O distrito está dividido em três comunas:
- El Matmar
- Belassel Bouzegza
- Sidi Khettab